# Afrosiyob
Afrosiyób (рус. Афросиа́б, Афросиёб) — фирменный высокоскоростной электропоезд переменного тока, модификация Talgo 250. Разработан и создан испанской компанией «Patentes Talgo S.L.», приобретён Акционерным обществом «Узбекистанская железная дорога», эксплуатируется на скоростной линии Узбекистана по маршруту Ташкент—Самарканд—Карши и Ташкент—Самарканд—Бухара. Назван в честь царя древнего городища Афрасиаб, расположенного на северной окраине современного Самарканда.

## История
В ходе визита узбекского президента Ислама Каримова в Испанию в мае 2009 года была достигнута договорённость о реализации проекта по организации движения высокоскоростных электропоездов в Узбекистане. В ноябре 2009 года между акционерным обществом АО «Ўзбекистон темир йўллари» и «Patentes Talgo S.L.» был подписан контракт на приобретение двух высокоскоростных электропоездов Talgo 250 общей стоимостью 38 миллионов евро. 5 января 2010 года Президент Республики Узбекистан подписал Постановление «О мерах по реализации проекта приобретения двух высокоскоростных пассажирских электропоездов Talgo 250». Финансирование данного проекта осуществлялось за счёт средств АО «Ўзбекистон темир йўллари», а также кредита Фонда реконструкции и развития Республики Узбекистан.
22 июля 2011 года в Ташкент прибыл первый высокоскоростной электропоезд «Afrosiyob», состоящий из девяти промежуточных вагонов и двух тяговых головных. Поезд транспортировался по железной дороге из Санкт-Петербурга при помощи тепловоза ТЭП70БС «Российских железных дорог». В начале августа были проведены тестовые испытания, в ходе которых «Afrosiyob» показал отличные результаты, и 26 августа он совершил свою первую поездку, во время которой была достигнута скорость 253 км/ч, преодолев расстояние от Ташкента до Самарканда в 344 километра за 120 минут.
В Ташкенте 30 августа 2011 года состоялась презентация, посвящённая пуску первого высокоскоростного электропоезда «Afrosiyob» по маршруту Ташкент—Самарканд. В мероприятии приняли участие представители соответствующих министерств, ведомств и организаций Узбекистана, компании «Patentes Talgo», железнодорожных компаний ряда зарубежных стран, дипломатического корпуса, а также сотрудники средств массовой информации.
С 8 октября 2011 года «Афросиаб» начал выполнять коммерческие рейсы. 9 декабря того же года прибыл второй «Афросиаб», но начал курсировать только в мае 2012 года. С 5 сентября 2015 года «Афросиаб» продлён до города Карши, а с 15 сентября 2016 года - до города Бухары. С 12 октября 2015 года начата электронная продажа железнодорожных билетов.
В марте 2017 года в Узбекистан прибыл третий, а в апреле того же года — четвёртый поезд «Afrosiyob».
В июле 2021 года поставлен новый состав, к которому, кроме своих 11 вагонов, были прицеплены ещё 4 для комплектации двух  9-вагонных поездов из ранних поставок. Поезд был доставлен тем же путём, что и ранее, через Санкт-Петербург. 1 октября 2021 года шестой поезд прибыл в Ташкент.

## График поставок составов
На 1 августа 2023 АО «Ўзбекистон темир йўллари» получила и эксплуатирует 6 составов поездов Афросиёб. В 2023-2024 годах намечается поставка ещё 4-х составов Тальго-250.
| Номер состава | Дата получения |
| ------------- | -------------- |
| 1             | 22 июля 2011   |
| 2             | 9 декабря 2011 |
| 3             | 5 апреля 2017  |
| 4             | 24 апреля 2017 |
| 5             | 25 июля 2021   |
| 6             | 1 октября 2021 |
| 7-10          | 2023—2024      |

## Ограничения в пути по скорости
Факторы, влияющие на скорость:
- Линия расположена не по прямой линии и проходит по различным высотным уровням с неоднородным рельефом (так, в Джизакской области высшая точка железной дороги составляет 699 метров, а в Сырдарьинской всего 155 метров),
- Линия имеет участки железнодорожного пути и контактной сети с ограничениями по скоростям,
- Большое количество кривых.

Скоростной режим:
- На участке между станциями Ташкент и Янгиер — 160 км/ч.
- На участке между станциями Янгиер и Джизак — 230 км/ч.
- На участке между станциями Джизак и Галляарал от 120 до 160 км/ч.
- На участке между станциями Галляарал и Булунгур — 200 км/ч.
- На участке между станциями Булунгур и Самарканд — 160 км/ч.
- На участке между станциями Самарканд и Карши — 165 км/ч.
- На участке между станциями Самарканд и Навои — 230 км/ч
- На участке между станциями Навои и Бухара — 160 км/ч

## Галерея

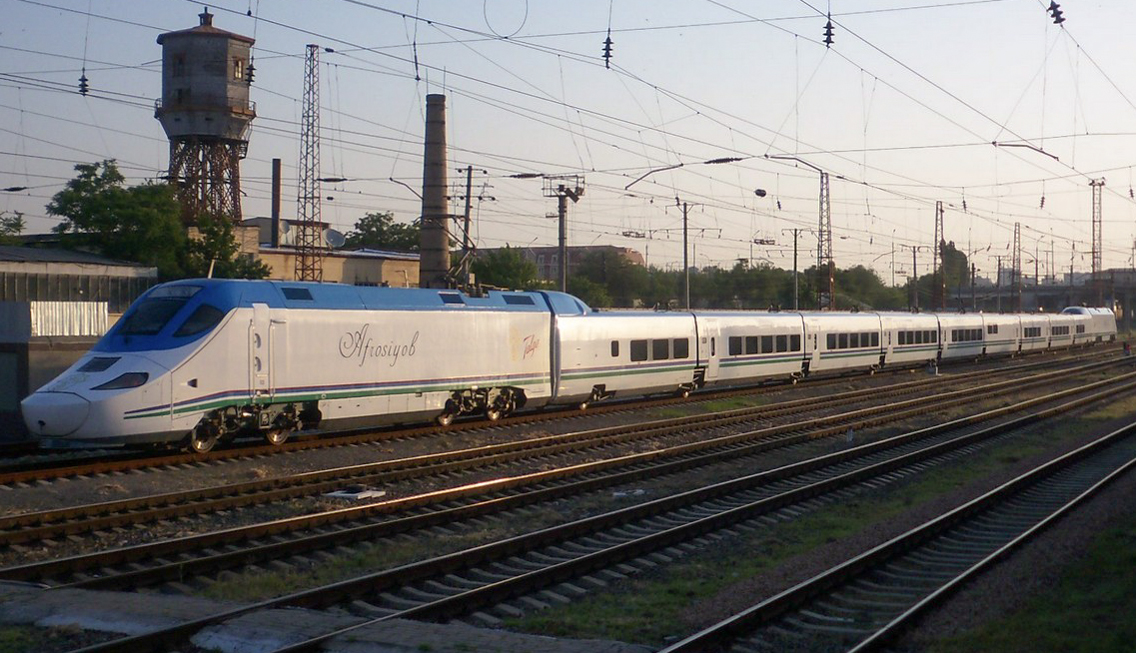
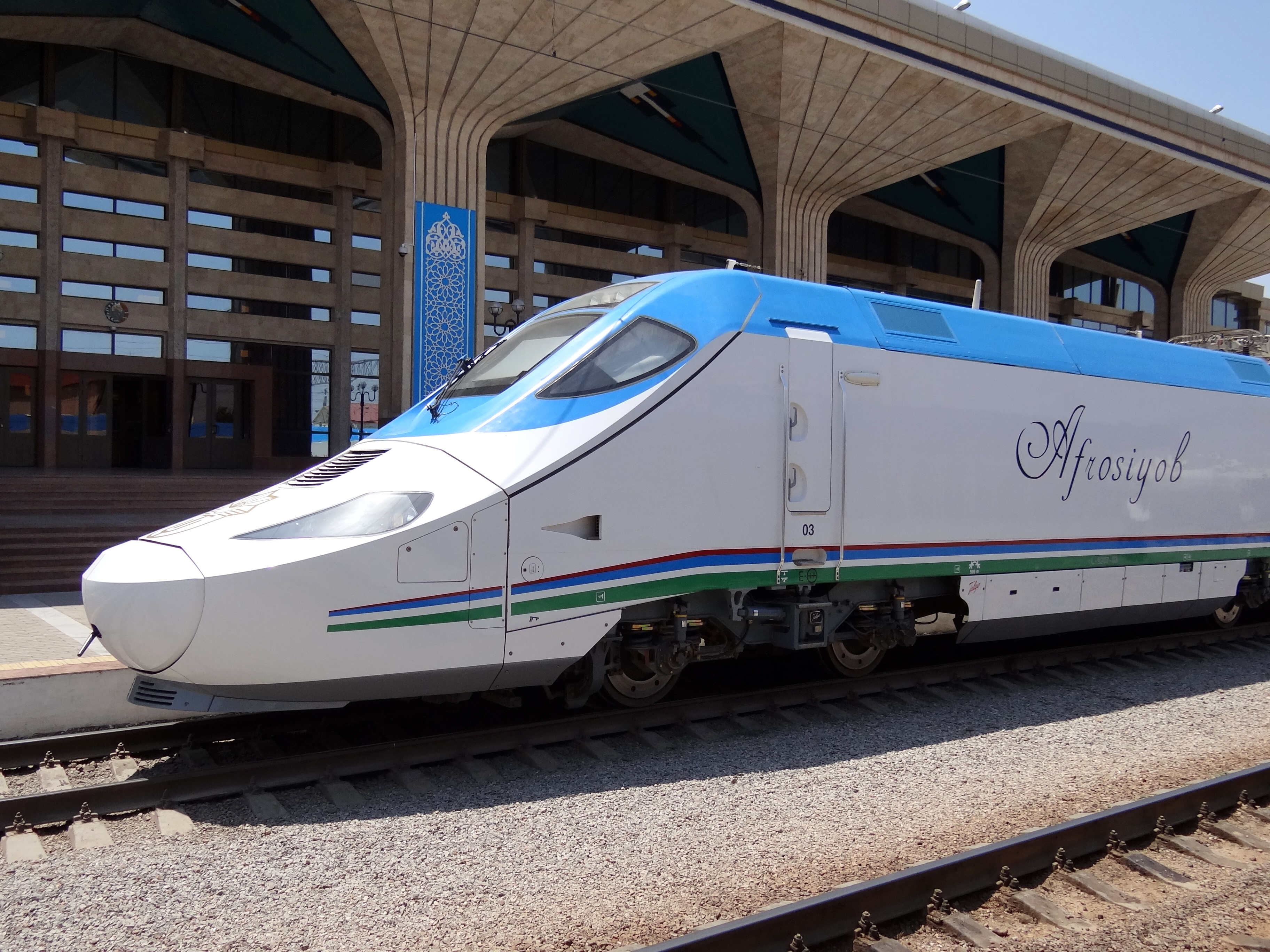
Состав на самаркандском вокзале.
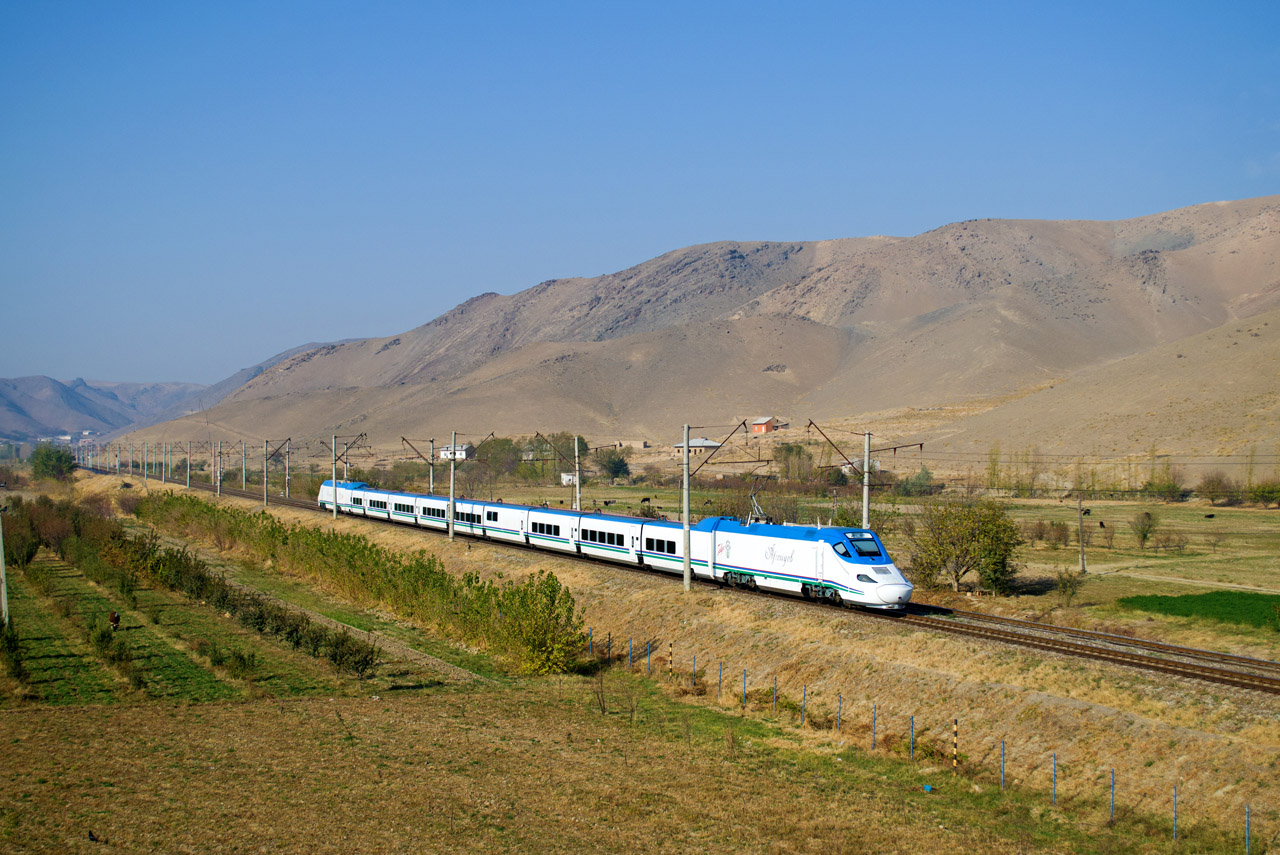
Афросиаб, Джизакская область, перегон Джизак — разъезд 13.